# ジェニファー・モーガン
ジェニファー・モーガン(英語: Jennifer Morgan 1966年4月21日-) は米国出身の環境活動家であり、気候変動政策のロビイスト 。環境保護団体グリーンピース・インターナショナルの事務局長を務めてきたが、2022年現在、ドイツ連邦外務省の国際気候政策特別代表を務める。それに伴い同年４月にドイツ国籍を取得している。

## キャリア
モーガンは国連気候変動会議に定期的に参加している。
2022年2月8日、ドイツ連邦共和国外務省国際気候政策の特別代表に任命されることが発表された。外務大臣アンナレーナ・ベアボックは、2022年2月に任命にあたって「ジェニファーモーガンは、優れた操舵手として、私たちの気候外交政策を主導し、世界中の他の国とのパートナーシップを拡大し、世界中の市民社会と対話するだろう」と大きな期待を表明した。